# Canal Aavoja-Kaunissaare
Le canal Aavoja-Kaunissaare (en estonien : Aavoja-Kaunissaare kanal) ou canal Aavoja-Jägala (en estonien : Aavoja-Jägala kanal) est un canal dans le comté de Harju en Estonie.

## Présentation
Le canal est situé dans la commune d'Anija.
Le canal part du réservoir de Aavoja et se jette dans le réservoir de Kaunissaare.
Le canal fait partie du système d'approvisionnement en eau de Tallinn,,.

## Caractéristiques et débit du canal
La fonction du canal est de relier les deux réservoirs d'eau.
Le canal part de la partie sud-ouest du réservoir d'Aavoja et traverse la ligne de Tallinn à Narva.
De là, le canal s'écoule dans la forêt jusqu'à ce qu'il rencontre la rive orientale du lac artificiel de Kaunissaare, où il coule derrière les îles de Mulkoja.
Les différences de hauteur des niveaux d'eau des lacs artificiels sont disposées de manière que l'eau s'écoule d'elle-même d'un réservoir à l'autre,,.